# N-iX
N-iX är ett ukrainskt IT-företag med huvudkontor i Lviv och som är en teknikpartner till innovativa företag i Sverige, USA, Storbritannien och Europa. Företaget samarbetar med strax över 1000 mjukvaruutvecklare som arbetar med projekt inom telekommunikation, finans, media, energi, luftfart, utbildning och medicin.
Under 2016-2019 växte företaget med 331 % och kom med på Inc. 5000 Europe och de 100 bästa outsourcingföretagen av IAOP rankningar.

## Historia
Andrii Pavliv tillsammans med sina partners Dmytro Kocarev och Werner Richard Kreiner grundade företaget i Lviv i augusti 2002 som en startup med namnet NovelliX (en kombination av Novell och Linux). 2003 förvärvade Novell produkten utvecklad av NovelliX och blev därmed N-iXs första partner.

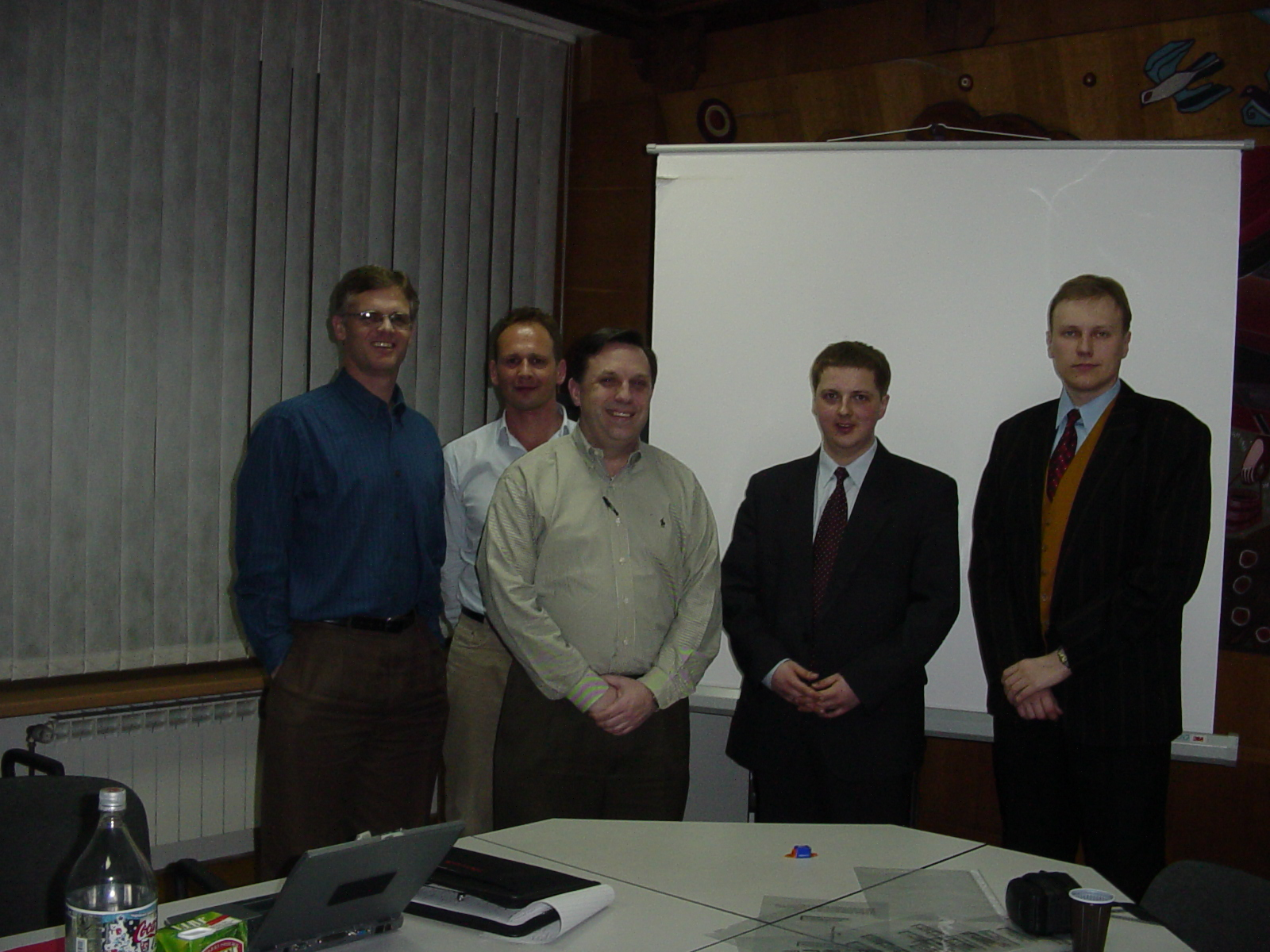
Mötet mellan Novell och NovelliX företrädare, år 2003

2005 började StreamServe samarbeta med N-iX.
2010 förvärvades StreamServe av det kanadensiska företaget OpenText, och N-iX blev en strategisk partner till OpenText, den största mjukvaruutvecklaren i Kanada.
2015 blev N-iX en auktoriserad partner till företaget (OpenText Partner).

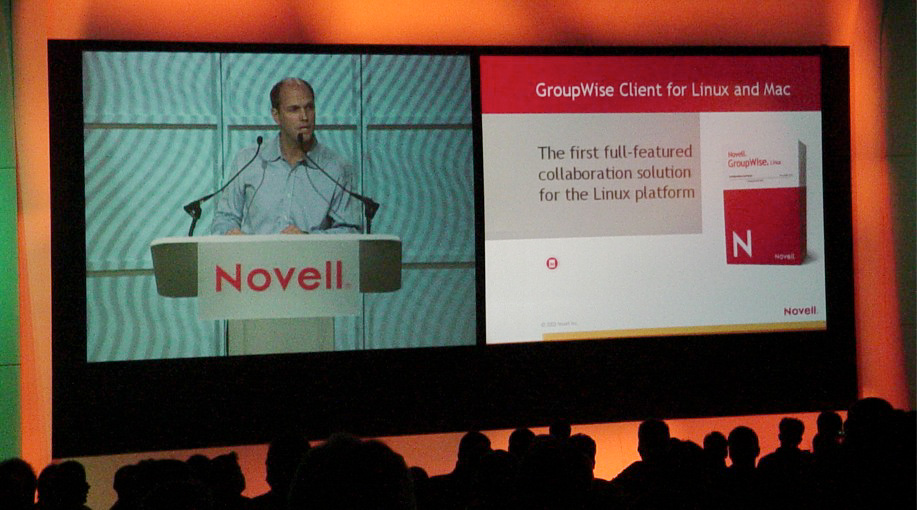
Novells vice styrelseordförande Chris Stone presenterar en produkt utvecklad av NovelliX.

Under 2017 blev N-iX det första ukrainska företaget som ingick i Software 500-listan - en global ranking av världens bästa mjukvaruföretag.

## Kontor och orter
Ursprungligen var företaget baserat i Lviv. Med tillväxten av företaget beslutades det att öppna kontor i andra städer och länder. 
2009 öppnades ett kontor i Malmö, Sverige.
2015 öppnade företaget ett utvecklingscenter i Kyiv.
2016 öppnades två kontor: ett utvecklingscenter i Krakow, Polen och ett kontor i USA, Florida.
2018-2019 öppnades nya kontor i Minsk (Vitryssland), Sofia (Bulgarien) och Valletta (Malta).

## Kunder
N-iX-ingenjörer arbetar med projekt inom olika områden. Bland de största kunderna återfinns: Lebara — en mobiloperatör i Europa; Gogo — ett företag som tillhandahåller anslutningstjänster ombord på flygplan; Currencycloud  — en innovativ ledare inom FinTech; Orbus Software  —  en leverantör av lösningar för hantering av integrerat företagssystem osv.

## Utmärkelser
- 2019 — The Best of The Global Outsourcing 100.[14]
- 2018 —  Inc. 5000 Europa som är en lista över de största och mest dynamiska företagen i Europa.[6]
- 2017-2018 — Global Outsourcing 100 — En årlig sammanfattning av de 100 bästa outsourcingföretagen.[8][15]
- 2017 — Software 500 en lista med 500 ”gyllene” mjukvaruföretag.[16]